# Schloss Wildenhoff

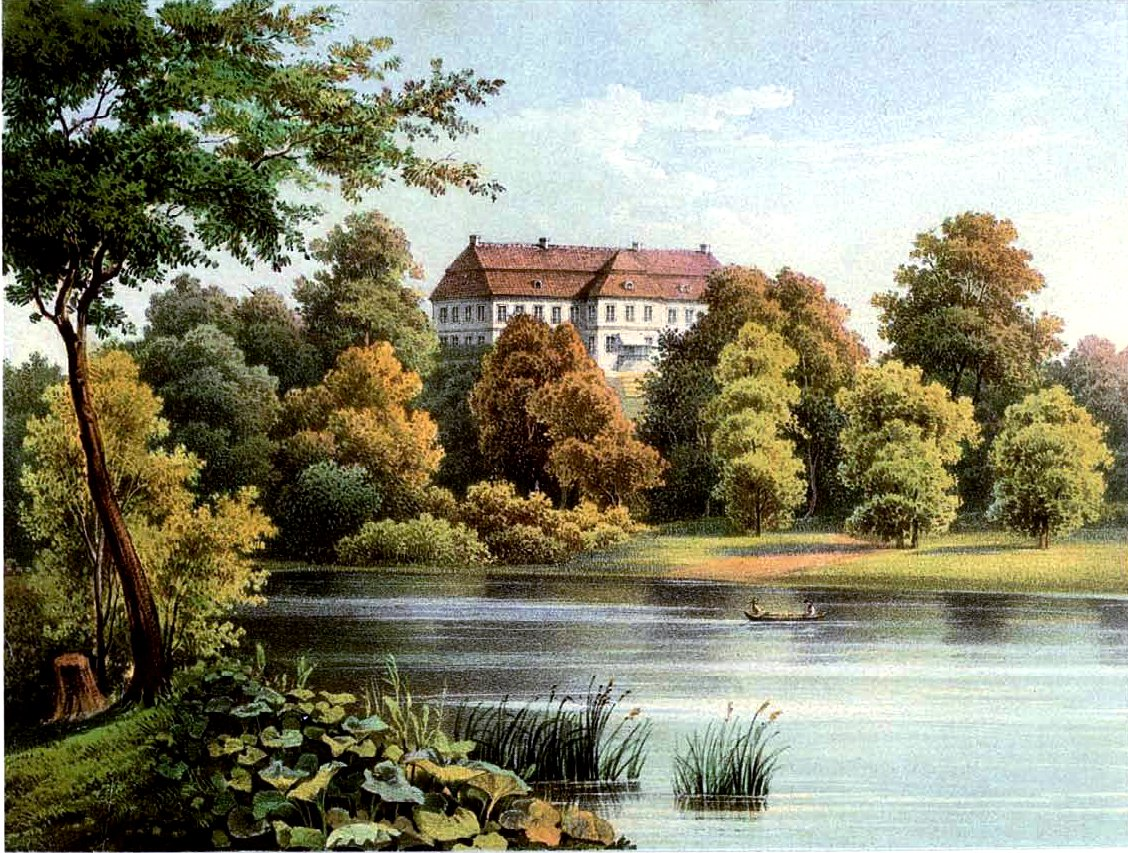
Schloss Wildenhoff um 1861/62, Sammlung Alexander Duncker

Schloss Wildenhoff (polnisch Dzikowo Iławeckie) ist ein Schloss in Dzikowo Iławeckie (Wildenhoff) im Powiat Bartoszycki (Kreis Bartenstein), Woiwodschaft Ermland-Masuren im historischen Ostpreußen. In deutscher Zeit gehörte der Ort zum ostpreußischen Kreis Preußisch Eylau.

## Geschichte
Der Ort, vormals als Ampunden oder Punden bezeichnet, war im Besitz der Erbtruchsess von Waldburg und gelangte Generationen später durch Einheirat an einen Freiherrn Otto von Schwerin. Es war nachfolgend eine Majoratsherrschaft der Grafen von Schwerin. Friedrich Wilhelm von Schwerin ließ nach 1705 das zweigeschossige Schloss erbauen. Der Bau hatte einen dreiachsigen Mittelrisalit und Mansarddach. Die niedrigen Seitenflügel waren pavillonartig ausgebildet.
Die Schwerins bildeten bereits im 17. Jahrhundert eine genealogische Linie heraus, Wildenhoff-Walsleben. Die Grundbesitzer besaßen Wildenhoff und sogleich in Nordbrandenburg den Besitz Walsleben. Schloss Wildenhoff diente zumeist als Hauptwohnsitz. Beide Güter waren verbunden in einem Familienfideikommiss, schon zu Zeiten von Otto Friedrich Wilhelm Graf Schwerin (1796–1860), verheiratet mit der Konsulstochter Jeanette Ha'. Ihr Sohn Otto Gottfried Ludwig von Schwerin (1823–1873) übernahm auch den Titel Erbküchenmeister der Kurmark Brandenburg, welcher dann mit dem Besitz an die nächste Generation weitergegeben wurde. Graf Otto Schwerin war ebenso Rechtsritter des Johanniterordens. Nachfolger war Otto Heinrich Graf von Schwerin (1855–1909), vermählt mit Agnes Gräfin-Lehndorff-Steinort.
Letzter Erbküchenmeister und Grundbesitzer auf Schloss Wildenhoff mit Gut Walsleben im Ruppiner Land wurde Otto Karl Max Botho Graf von Schwerin-Wildenhoff (1894–1945), der als Major in den letzten Kriegstagen starb. Seine erste Frau, Gabriele Gräfin Maltzan, lebte später in Heidelberg, die zweite Frau Esther Gräfin Eckbrecht von Dürckheim-Montmartin bei Bonn. Otto Graf Schwerin-Wildenhoff hinterließ neun Kinder.
Das Schloss blieb so bis 1945 über dreihundert Jahre in Besitz derer von Schwerin. Zum Rittergut Wildenhoff gehörten die Vorwerke Amalienhof, Halbendorf, Kreuzspahn, Heinrichsbruch und Mühle Liebnicken, gesamt 2833 ha.
Der Chemiker Botho von Schwerin wurde auf Wildenhoff geboren.